# Rap-rock
A rap-rock egy hibrid zenei stílus, amely a hiphop és a rock különböző vokális és hangszeres elemeit olvasztja egybe. A rap-rock legismertebb alműfajai a rap-metal és a rapcore, amelyeknek befolyásai között heavy metal és hardcore punk is szerepel.

## Általános jellemzői
Az AllMusic a rap-metalt a következőként írja le: "ingó alapok és riffek", amelyek "esetenként úgy hangzanak, mintha a riffek beatbox alapokra lennének építve", míg a rap-rockról azt mondja, hogy sokkal természetesebb hangjai vannak, a műfaj dalainak nagy része főként rock dalok, amelyeknek a vokális részei rappelve vannak. Ezek mellett az oldal kiemeli, hogy a rap-rock ritmusainak gyökerei a hiphopban vannak, a normális hard rocknál sokkal több funk-inspirációval.
Rob Kemp (Rolling Stone) szerint az Incubus 1997-es S.C.I.E.N.C.E. albuma "összeköti a funk metalt a rap-metallal." A Kottonmouth Kings a saját stílusát pszichedelikus hiphop punk rocknak nevezi. Kid Rock déli rock és country elemekkel dolgozik, amely előtt hiphop stílusban kezdett dolgozni a Grits Sandwiches for Breakfast albumon, majd második stúdióalbumával elment a rap-rock irányába. Negyedik stúdióalbumáig nem lett ismert. Később elkezdett dokkal inkább az éneklés felé húzódni. Az Everlast a blues, rock és hiphop műfajokat olvasztja egybe, egy olyan zenekarral lépnek fel, amelynek tagja egy DJ is. A rap-rock egyik legjobb példája a Collision Course album, amelyen közreműködött Jay-Z és a Linkin Park.
A rap-rock szövegének témái széleskörűek. Az AllMusic szerint "a legtöbb rap-metal együttes a 90-es években összekeverte az ultra agresszív színpadiasságot, tini humorral vagy egy önelemző szorongással." Ennek ellenére, ahogy a stílus egyre biztosabb lett, több együttes is elkezdett politikai kommentárokat is beletenni zenéjébe. Erre legjobb példa a Rage Against the Machine és a Senser, amelyek elkülönítették őket a kevésbé politikai együttesektől, mint a Linkin Park és a Limp Bizkit.
Ugyan sok nu metal együttes használ hiphop alapokat, a rap-rock együttesek frontemberei általában rapperek. Olyan rockegyüttesek is dolgoztak hiphop alapokkal, amelyeknek amúgy nincs köze a rap-rockhoz. Ezek közé tartozik a Blondie, a Rush, Beck és a Cake. Több rapper is sokat használt zenéjében rock alapokat vagy rock dalok hangmintáját, mint Eminem, Ice-T, a The Fat Boys, LL Cool J, a Public Enemy, Whodini, Vanilla Ice és Esham.

## Rapcore
A rapcore egy hibrid zenei stílus, amely a hiphop, a punk rock és a hardcore punk elemeit olvasztja össze. A Beastie Boys, amely hardcore punk csoportként indult és elkezdett a hiphop stílusban is dolgozni. Debütáló albumuk, a Licensed to Ill főként rock elemeket használt. Dee Dee Ramone is segített a műfaj fejlődésében az 1987-es Funky Man kislemezzel, Dee Dee King név alatt. A Biohazardra is úgy tekintenek, mint, ami nagy befolyással volt a stílus fejlődésére. Az első fontos rapcore együttesek között volt a Downset., a 311, a Dog Eat Dog, a Rage Against the Machine, az Every Day Life és az E.Town Concrete. Mark Allan Powell szerint a Jesus Freak rap-rock dal volt a rapcore fejlődésében egy nagy fordulópont és segített népszerűsíteni a műfajt.
A Limp Bizkit miatt, akik a heavy metal műfajból is szereztek inspirációt, a műfajt gyakran az alternatív metal alműfajnának tekintik.
Az első együttesek, amelyek a műfajban sikeresek voltak: a 311, a Bloodhound Gang és a Limp Bizkit. Ugyan a népszerűsége visszaesett, a műfaj jövője nem kilátástalan. Drew Simollardes (Reveille) a következőt mondta: "Úgy érzem az embereknek elege van elég sok dologból, ami jelenleg hallható."
A 2017-ben alapított rapcore együttes, a Fever 333, amelynek tagjai Jason Aalon Butler (korábban: Letlive), Stephen Harrison (korábban: Chariot) and Aric Improta (korábban: Night Verses), a 61. Grammy-gálán jelölést kapott a Legjobb rockteljesítmény kategóriában.